# Amfipoli
Amfipoli, Amfipolis, Amphipolis (řecky Αμφίπολη) je vesnice v Řecku v oblasti východní Makedonie nedaleko ústí řeky Strymónu. Kdysi významné starověké město leželo na římské silnici via Egnatia poblíž východního okraje poloostrova Chalkidiki. Římská silnice via Egnatia byla balkánským pokračováním cesty via Appia a vedla přes Albánii, řeckou Makedonii až do Konstantinopole.

## Historie
V blízkosti Amfipoli byly odkryty zbytky dávného osídlení. V roce 437 př. n. l. zde na strategickém místě při ústí řeky Strymónu založili Athéňané jednu ze svých kolonií. Během peloponéské války se v roce 424 př. n. l. podařilo spartskému králi Brasidovi obsadit bohaté město Amfipoli. Díky blízkému pohoří Pangio s vydatnými zlatými doly to bylo nejvýznamnější město celé oblasti, proto bylo v Athénách rozhodnuto o jeho znovudobytí. Úkolem byl pověřen Kleón, který se svým dvoutisícovým vojskem přitáhl k Amfipoli a oblehl ji v roce 422 př. n. l. Spartské vojsko, skryté za až 15 m vysokými hradbami využilo přesunu Athéňanů a nečekaně jim vpadlo do boku. Došlo k bitvě, ve které zahynulo 660 Athéňanů včetně Kleóna a jen 8 Sparťanů včetně krále Brasida. Na straně Athéňanů bojoval v této bitvě i Sókratés. Následovala mírová jednání, dovršená tzv. Níkiovým mírem z r. 421 př. n. l.
Řekové využívali Amfipoli především jako vývozní přístav pro stavební dříví, které těžili v thráckých lesích. Za Alexandra Velikého byla Amfipolis důležitým přístavním městem a poté, co byla makedonská říše v roce 168 př. n. l. dobyta Římany, stala se Amfipolis hlavním městem jedné ze čtyř oblastí, na které Římané dobytou Makedonii rozdělili.

## Památky
Archeologické vykopávky dávného osídlení leží na východ i západ od mostu přes řeku Strymón. Na východě jsou zachovány zbytky opevnění, několik raně byzantských chrámových staveb a část pohřebiště. Na západ od mostu byly na počátku 20. století objeveny mj. fragmenty sochy lva, jež byla pravděpodobně součástí hrobky Láomedonta, jednoho z vojevůdců Alexandra Velikého. Mohutná kamenná socha lva byla v roce 1937 zrekonstruována.